# Lista de pinturas de Miguelzinho Dutra
Esta é uma lista de pinturas de Miguelzinho Dutra.
Miguelzinho Dutra foi um artista brasileiro, cuja produção foi considerada "uma das mais importantes fontes de documentação iconográfica do estado de São Paulo do século XIX". Mistura o gênero da pintura histórica com elementos de pintura camponesa.

## Lista de pinturas
| Imagem | Título | Data                | Material       | Coleção                                                              | Versão audível |
| ------ | --- | ------------------- | -------------- | -------------------------------------------------------------------- | -------------- |
|        | 3ª vista S. Jose 3 legoas diante de Jacarehy - tirada do sul (atribuído)                                            | década de 1840      | papel aquarela | Brasiliana Iconográfica Coleção da Pinacoteca do Estado de São Paulo |                |
|        | D. Pedro de Alcantara - Álbum M. A. B. A. D. - Prancha N.8                                                          | 1838                | aquarela       | Coleção Fundo Museu Paulista Coleção Museu Paulista                  |                |
|        | B.P. de Vasconcelos - Álbum M. A. B. A. D. - Prancha N.8                                                            | 1838                | aquarela       | Coleção Fundo Museu Paulista Coleção Museu Paulista                  |                |
|        | Antonio Carlos Ro. de Andra. Machado e Silva. Álbum M. A. B. A. D. - Prancha N.9                                    | 1839                | aquarela       | Coleção Fundo Museu Paulista Coleção Museu Paulista                  |                |
|        | Honorio Hermeto Carneiro Leão - Album M A B A D - Prancha N.9 A                                                     | século XIX          | desenho papel  | Coleção Miguel Arcanjo Dutra Coleção Museu Paulista                  |                |
|        | Festa do Divino, 1841                                                                                               | 1841                | papel aquarela | Coleção Museu Paulista                                               |                |
|        | Retrato (Elegante Paulista)                                                                                         |                     | aquarela       | Coleção Museu Paulista                                               |                |
|        | Figura com chapéu                                                                                                   |                     | aquarela       | Coleção Museu Paulista                                               |                |
|        | Tipo humano, 1841                                                                                                   |                     | aquarela       | Coleção Museu Paulista Coleção Documentos Avulsos                    |                |
|        | Pedinchão, 1835 |                     | aquarela       | Coleção Museu Paulista                                               |                |
|        | Porta e Arco do Triunfo                                                                                             |                     | aquarela       | Coleção Museu Paulista                                               |                |
|        | Iluminação do Quartel de São Paulo, Arco principal do Largo da Matriz de Itú                                        |                     | aquarela       | Coleção Museu Paulista                                               |                |
|        | Igreja de São Bento - Vista do Ipiranga, Largo e Palácio do Governo, Igreja do                                      |                     | aquarela       | Coleção Museu Paulista                                               |                |
|        | Vista do Ipiranga, Igreja do Colégio, Largo do Colégio                                                              |                     | aquarela       | Coleção Museu Paulista                                               |                |
|        | Igreja do Carmo e Ordem Terceira - 1847 (A), Catedral Imperial - São Paulo, 189                                     |                     | aquarela       | Coleção Museu Paulista                                               |                |
|        | Convento de Santa Tereza, Pirâmide e Chafariz do Pique, Convento da Luz                                             |                     | aquarela       | Coleção Museu Paulista                                               |                |
|        | Quartel e cadeia - 1847 (D)                                                                                         |                     | aquarela       | Coleção Museu Paulista                                               |                |
|        | Pirâmide e Chafariz do Piques (A)                                                                                   |                     | aquarela       | Coleção Museu Paulista                                               |                |
|        | Convento da Luz (B)                                                                                                 |                     | aquarela       | Coleção Museu Paulista                                               |                |
|        | Ruínas de Santo Andre (C)                                                                                           |                     | aquarela       | Coleção Museu Paulista                                               |                |
|        | Túmulo de Júlio Frank, 1847                                                                                         |                     | aquarela       | Coleção Museu Paulista                                               |                |
|        | Santa Verônica |                     | aquarela       | Coleção Museu Paulista                                               |                |
|        | Santa Veronica |                     | aquarela       | Coleção Museu Paulista                                               |                |
|        | Comendador de Cristo                                                                                                |                     | aquarela       | Coleção Museu Paulista                                               |                |
|        | Rancho e paisagem                                                                                                   |                     | aquarela       | Coleção Museu Paulista                                               |                |
|        | Vista da Praça da Matriz de Santo Amaro                                                                             |                     | aquarela       | Coleção Museu Paulista                                               |                |
|        | Candieiro de Trevas e Frei Idelfonso Xavier                                                                         |                     | aquarela       | Coleção Museu Paulista                                               |                |
|        | Igreja do Rosário, Cadeia e Cemitério                                                                               |                     | aquarela       | Coleção Museu Paulista                                               |                |
|        | Cego guiado por um preto                                                                                            |                     | aquarela       | Coleção Museu Paulista                                               |                |
|        | Igreja do Rosário - 1854 (A)                                                                                        |                     | aquarela       | Coleção Museu Paulista                                               |                |
|        | Festa do Divino Espírito Santo                                                                                      | 1835                | papel aquarela | Coleção Museu Republicano Convenção de Itu                           |                |
|        | Bandeira do Divino                                                                                                  | 1835                | papel aquarela | Coleção Museu Republicano Convenção de Itu                           |                |
|        | Tirador de esmolas (Pedinchão)                                                                                      | 1835                | papel aquarela | Coleção Museu Republicano Convenção de Itu                           |                |
|        | Thomaz da Silva Dutra, pai de Miguelzinho Dutra                                                                     | 1843                | papel aquarela | Coleção Museu Republicano Convenção de Itu                           |                |
|        | Carmo e Capela do Jazigo                                                                                            | janeiro de 1841     | papel aquarela | Coleção Museu Republicano Convenção de Itu                           |                |
|        | Salto de Butarantim, Sorocaba                                                                                       | 1842                | papel aquarela | Coleção Museu Republicano Convenção de Itu                           |                |
|        | Tipo ituano | 1835                | papel aquarela | Coleção Museu Republicano Convenção de Itu                           |                |
|        | Cego com bastão | 1843                | papel aquarela | Coleção Museu Republicano Convenção de Itu                           |                |
|        | Pedreira de Varvito, em Itu                                                                                         | 1835                | papel aquarela | Coleção Museu Republicano Convenção de Itu                           |                |
|        | Fazenda não identificada                                                                                            | 1835                | papel aquarela | Coleção Museu Republicano Convenção de Itu                           |                |
|        | Incêndio na mata | 1847                | papel aquarela | Coleção Museu Republicano Convenção de Itu                           |                |
|        | Fazenda de Antonio Manuel Teixeira – Venda Grande, Campinas                                                         | 1845                | papel aquarela | Coleção Museu Republicano Convenção de Itu                           |                |
|        | Vista tomada do Quartel (Sítio do Alferes Caetano Rosas)                                                            | 2 de junho de 1846  | papel aquarela | Coleção Museu Republicano Convenção de Itu                           |                |
|        | Fazenda Monte Alegre, Piracicaba                                                                                    | outubro de 1845     | papel aquarela | Coleção Museu Republicano Convenção de Itu                           |                |
|        | Arco para a chegada do Imperador D. Pedro II em Itu, em 1846                                                        | 23 de março de 1846 | papel aquarela | Coleção Museu Republicano Convenção de Itu                           |                |
|        | Porta feita no pátio do Carmo, por ocasião da visita de S. Majestade a Itu                                          | 23 de março de 1846 | papel aquarela | Coleção Museu Republicano Convenção de Itu                           |                |
|        | Morte do Padre Elias do Monte Carmelo, assistida por seus dois filhos                                               | 1835                | papel aquarela | Coleção Museu Republicano Convenção de Itu                           |                |
|        | Arco Principal colocado no largo da Matriz, em Itu, por ocasião da visita de S. Majestade de D. Pedro II            | março de 1846       | papel aquarela | Coleção Museu Republicano Convenção de Itu                           |                |
|        | Primeiro arco feito em Itu para a chegada do Imperador D. Pedro II, edificado fronteiro ao Cruzeiro de S. Francisco | março de 1846       | papel aquarela | Coleção Museu Republicano Convenção de Itu                           |                |
|        | Cego guiado por um preto                                                                                            | 1835                | papel aquarela | Coleção Museu Republicano Convenção de Itu                           |                |
|        | Tipo ituano (2) figura                                                                                              | 1843                | papel aquarela | Coleção Museu Republicano Convenção de Itu                           |                |
|        | Interior da Capela do Jazigo do Carmo, em Itu                                                                       | 1841                | papel aquarela | Coleção Museu Republicano Convenção de Itu                           |                |
|        | Tipo ituano (3) | 1835                | papel aquarela | Coleção Museu Republicano Convenção de Itu                           |                |
|        | Tipo ituano (4) | 1835                | papel aquarela | Coleção Museu Republicano Convenção de Itu                           |                |
|        | Porto de Goes, cachoeira abaixo do Salto de Itu                                                                     | 1835                | papel aquarela | Coleção Museu Republicano Convenção de Itu                           |                |
|        | Casa das Educandas (Convento de N. S. das Mercês)                                                                   | 1847                | papel aquarela | Coleção Museu Republicano Convenção de Itu                           |                |
|        | Asilo do Padre Bento Dias Pacheco (Igreja do Senhor do Horto), Itu                                                  | 1835                | papel aquarela | Coleção Museu Republicano Convenção de Itu                           |                |
|        | Santa Casa de Misericórdia de Itu                                                                                   | fevereiro de 1847   | papel aquarela | Coleção Museu Republicano Convenção de Itu                           |                |
|        | Tipo ituano (5) | 1841                | papel aquarela | Coleção Museu Republicano Convenção de Itu                           |                |
|        | Homem com a Ordem de Cristo                                                                                         | 1835                | papel aquarela | Coleção Museu Republicano Convenção de Itu                           |                |
|        | Sítio do Capitão José Manuel, abaixo de Porto Feliz (às margens do Tietê)                                           | 1835                | papel aquarela | Coleção Museu Republicano Convenção de Itu                           |                |
|        | Largo de São Francisco em Itu                                                                                       | 1845                | papel aquarela | Coleção Museu Republicano Convenção de Itu                           |                |
|        | Salto de Itu, no rio Tietê                                                                                          | 1845                | papel aquarela | Coleção Museu Republicano Convenção de Itu                           |                |
|        | Igreja de N. Senhora do Patrocínio de Itu                                                                           | janeiro de 1835     | papel aquarela | Coleção Museu Republicano Convenção de Itu                           |                |
|        | Vista dos arredores de Itu                                                                                          | 1835                | papel aquarela | Coleção Museu Republicano Convenção de Itu                           |                |
|        | Cidade não identificada                                                                                             | 1835                | papel aquarela | Coleção Museu Republicano Convenção de Itu                           |                |
|        | Cidade não identificada                                                                                             | 1835                | papel aquarela | Coleção Museu Republicano Convenção de Itu                           |                |
|        | Salto de Itu, no rio Tietê                                                                                          | 1845                | papel aquarela | Coleção Museu Republicano Convenção de Itu                           |                |
|        | Tropeiro | 1835                | papel aquarela | Coleção Museu Republicano Convenção de Itu                           |                |
|        | Cego com criança, em Piracicaba                                                                                     | setembro de 1845    | papel aquarela | Coleção Museu Republicano Convenção de Itu                           |                |
|        | Jovem | 1835                | papel aquarela | Coleção Museu Republicano Convenção de Itu                           |                |
|        | Colégio em Itu do Padre Campos                                                                                      | 1848                | papel aquarela | Coleção Museu Republicano Convenção de Itu                           |                |
|        | Igreja do Senhor Bom Jesus - Itu                                                                                    | janeiro de 1841     | papel aquarela | Coleção Museu Republicano Convenção de Itu                           |                |
|        | Capitão-mór de Itu, Vicente da Costa Taques Goes e Aranha                                                           | 1835                | papel aquarela | Coleção Museu Republicano Convenção de Itu                           |                |
|        | Projeto da fachada do Jazigo de Carmo - Itu                                                                         | 1841                | papel aquarela | Coleção Museu Republicano Convenção de Itu                           |                |
|        | José Veloso, tipo ituano (6)                                                                                        | 1843                | papel aquarela | Coleção Museu Republicano Convenção de Itu                           |                |
|        | Padre Elias do Monte Carmelo                                                                                        | 1835                | papel aquarela | Coleção Museu Republicano Convenção de Itu                           |                |
|        | Fiel retrato do falecido José Careca ou José Cabeça, conhecido pelo nome de Padre. Tipo ituano (7)                  | 1835                | papel aquarela | Coleção Museu Republicano Convenção de Itu                           |                |
|        | Rancho e paisagem                                                                                                   | 1835                | papel aquarela | Coleção Museu Republicano Convenção de Itu                           |                |
|        | Paisagem não identificada                                                                                           | 1835                | papel grafite  | Coleção Museu Republicano Convenção de Itu                           |                |
|        | Rancho e paisagem                                                                                                   | 1835                | papel aquarela | Coleção Museu Republicano Convenção de Itu                           |                |
|        | Ruínas de Santo André da Borda do Campo                                                                             | 1835                | papel aquarela | Coleção Museu Republicano Convenção de Itu                           |                |
|        | Vista da Praça da Matriz de Santo Amaro                                                                             | 1847                | papel aquarela | Coleção Museu Republicano Convenção de Itu                           |                |
|        | Igreja do Rosário de Casa Branca                                                                                    | 1854                | papel aquarela | Coleção Museu Republicano Convenção de Itu                           |                |
|        | Cadeia de Casa Branca                                                                                               | 1854                | papel aquarela | Coleção Museu Republicano Convenção de Itu                           |                |
|        | Cemitério de Casa Branca                                                                                            | 1855                | papel aquarela | Coleção Museu Republicano Convenção de Itu                           |                |
|        | Quartel e cadeia de Casa Branca                                                                                     | 1847                | papel aquarela | Coleção Museu Republicano Convenção de Itu                           |                |
|        | Candeeiro de trevas / Catedral de São Paulo                                                                         | 1835                | papel aquarela | Coleção Museu Republicano Convenção de Itu                           |                |
|        | Túmulo de Júlio Frank (Faculdade de Direito do Largo de São Francisco – S. Paulo)                                   | 1847                | papel aquarela | Coleção Museu Republicano Convenção de Itu                           |                |
|        | Chafariz do Largo da Misericórdia de São Paulo                                                                      | 1847                | papel aquarela | Coleção Museu Republicano Convenção de Itu                           |                |
|        | Desenho da iluminação do Quartel em São Paulo, por ocasião da chegada de S. Majestade o Imperador D. Pedro II       | 1846                | papel aquarela | Coleção Museu Republicano Convenção de Itu                           |                |
|        | Vista do Ipiranga                                                                                                   | 1847                | papel aquarela | Coleção Museu Republicano Convenção de Itu                           |                |
|        | Pirâmide e Chafariz do Pique, São Paulo                                                                             | 1847                | papel aquarela | Coleção Museu Republicano Convenção de Itu                           |                |
|        | Igreja da Penha de França                                                                                           | 1835                | papel aquarela | Coleção Museu Republicano Convenção de Itu                           |                |
|        | Catedral em São Paulo                                                                                               | 1847                | papel aquarela | Coleção Museu Republicano Convenção de Itu                           |                |
|        | Igreja do Carmo, São Paulo                                                                                          | 1835                | papel aquarela | Coleção Museu Republicano Convenção de Itu                           |                |
|        | Igreja de São Paulo                                                                                                 | 1835                | papel aquarela | Coleção Museu Republicano Convenção de Itu                           |                |
|        | Largo do Palácio do Governo e Igreja do Colégio dos Jesuítas, São Paulo                                             | 1847                | papel aquarela | Coleção Museu Republicano Convenção de Itu                           |                |
|        | Convento de Santa Tereza em São Paulo                                                                               | 1847                | papel aquarela | Coleção Museu Republicano Convenção de Itu                           |                |
|        | Convento da Luz, São Paulo                                                                                          |                     | papel aquarela | Coleção Museu Republicano Convenção de Itu                           |                |
|        | Cadeia da cidade de São Paulo                                                                                       | 1847                | papel aquarela | Coleção Museu Republicano Convenção de Itu                           |                |
|        | Santa Verônica | 1835                | papel aquarela | Coleção Museu Republicano Convenção de Itu                           |                |
|        | Padre Idelfonso Xavier                                                                                              | 1835                | papel aquarela | Coleção Museu Republicano Convenção de Itu                           |                |
|        | Fazenda Corumbataí, Piracicaba                                                                                      | 1847                | papel aquarela | Coleção Museu Republicano Convenção de Itu                           |                |
|        | Vista da Cidade de Itu                                                                                              | 1851                | aquarela papel | Coleção da Pinacoteca do Estado de São Paulo Brasiliana Iconográfica |                |
|        | Pouzo em Agoa Preta huã legoa adiante de Pindamoinhangaba                                                           | década de 1840      | papel aquarela | Coleção da Pinacoteca do Estado de São Paulo Brasiliana Iconográfica |                |
|        | Vista da ponte velha do Salto em Itu                                                                                | 1842                | papel aquarela | Coleção da Pinacoteca do Estado de São Paulo Brasiliana Iconográfica |                |
|        | Juru-Mirim no tietê                                                                                                 | década de 1840      | papel aquarela | Coleção da Pinacoteca do Estado de São Paulo Brasiliana Iconográfica |                |
|        | (6º descanso) Guaratinguetá. huã legoa adiante da Capella da Sª da Apparecida, tirada do Oriente (atribuído)        | década de 1840      | papel aquarela | Coleção da Pinacoteca do Estado de São Paulo Brasiliana Iconográfica |                |
|        | 1 tapera na Picada dos Indios 5 legoas emeia adiante (atribuído)                                                    | década de 1840      | papel aquarela | Coleção da Pinacoteca do Estado de São Paulo Brasiliana Iconográfica |                |
|        | 1º pouzo antes do mato do palho 8 legoas emeia (atribuído)                                                          | década de 1840      | papel aquarela | Coleção da Pinacoteca do Estado de São Paulo Brasiliana Iconográfica |                |
|        | 4ª vista Taubaté meia legoa adiante de Piracangaguá (atribuído)                                                     | década de 1840      | papel aquarela | Coleção da Pinacoteca do Estado de São Paulo Brasiliana Iconográfica |                |
|        | 4º descanso em Mogin das cruses 5 legoas adiante, tirada do Occidente                                               | década de 1840      | papel aquarela | Coleção da Pinacoteca do Estado de São Paulo Brasiliana Iconográfica |                |
|        | 5 descanso do Gualhabá - 5 legoas adiante (atribuído)                                                               | década de 1840      | papel aquarela | Coleção da Pinacoteca do Estado de São Paulo Brasiliana Iconográfica |                |
|        | 5ª vista Pindamoinhangaba. 3 legoas adiante de Taubaté tirada o occidente (atribuído)                               | década de 1840      | papel aquarela | Coleção da Pinacoteca do Estado de São Paulo Brasiliana Iconográfica |                |
|        | Descanso no Rio Parangava                                                                                           | década de 1840      | papel aquarela | Coleção da Pinacoteca do Estado de São Paulo Brasiliana Iconográfica |                |
|        | Mosteiro da Luz |                     |                | Museu de Arte Sacra de São Paulo                                     |                |